# Czeizel Balázs
Czeizel Balázs (Budapest, 1962. december 9. –) magyar fotóművész, grafikus, tipográfus. Czeizel Endre fia.

## Életpályája
1984 és 1989 között a Magyar Iparművészeti Főiskola vizuális kommunikáció-tervező tipográfia szakára járt. 1989 és 1992 között a Magyar Iparművészeti Főiskola Mesterképző Intézetben vizuális kommunikáció tervező szakon képzete tovább magát; mesterei Maurer Dóra és Kopek Gábor voltak. Rendszeres kiállító hazai és külföldi fotóművészeti és művészkönyv-kiállításokon. 
Több lap és folyóirat tervezőszerkesztője (1989: a Nappali ház című irodalmi és művészeti szemle, 1994-től a Café Babel című folyóirat és az Átváltozások című irodalmi folyóirat, 1998-tól a Theatron című színházelméleti folyóirat tervezője). Kiadványtervezéssel (katalógusok, programfüzetek) is foglalkozik. 1997-től a Rubicon című folyóirat tervezőszerkesztője.

## Művészete
Az artportal.hu írja róla: 

„Könyvei, fotósorozatai laza, de mégis végiggondolt, “fiktív kronológia” szerint összefűzött, egymásra rétegzett szó-kép asszociációk. Ezekben a szubjektív hangvételű, néhol ironikus kép-szöveg kompozíciókban a képi megértés logikája, érzelmek, hangulati asszociációk, szótöredékek vezetik az olvasót. Alkotásai a képzőművészet, fotó és irodalom köztes területén mozognak: nehezen behatárolható műfajuk a személyes képtörténetektől a szubjektív naplón át a fotóesszéig terjed. Személyes jellegüket a fekete-fehér fotók talált, “félprivát-félprofi” jellege és az egyénien tipografizált szövegek erősítik.”

## Díjai, elismerései
- 1988-ban három hónapos ösztöndíjban részesült a Minerva Akadémián, Groningenben (Hollandia).
- 1993-ban tanulmányutat tett az Amerikai Egyesült Államokban, fődíjat nyert  két amerikai művésszel megosztva “Művészkönyv” kategóriában,( Montage 93, International Festival of the Image, Rochester, New York);
- 1995-ben Eötvös-ösztöndíjban részesült (Visual Studies Workshop, Rochester, New York, USA).

## Egyéni kiállításai
- 1988 • Utca Galéria, Szombathely
- 1993 • Magyar Képzőművészeti Főiskola aulája • Printed Matter, New York
- 1994 • Liget Galéria, Budapest [Kiff Dosóval (Kiss Dezső)] • Dorottya Galéria, Budapest [Kiff Dosóval (Kiss Dezső)]
- 1996 • Balassi Könyvesbolt Galéria, Budapest
- 1998 • Lépések, Collegium Budapest • Római Magyar Akadémia, Róma
- 1999 • Codex, Bolt Galéria, Budapest

## Részvétele csoportos kiállításon (válogatás)
- 1988 • Fotogramatika, Józsefvárosi Kiállítóterem, Budapest
- 1988, 1989 • Junge Ungarische Fotografen, Galerie Treptow, Kelet-Berlin • Galerie Pumpe, Nyugat-Berlin
- 1989 • Más-kép. Experimentális fotográfia az elmúlt két évtizedben Magyarországon, Ernst Múzeum, Budapest
- 1990 • A Fiatal Fotóművészek Stúdiójának negyedik kiállítása, Ernst Múzeum, Budapest
- 1991 • Hommage à El Greco, Szépművészeti Múzeum, Budapest
- 1993 • Könyvtárgyak 1993/Object Books, Országos Széchenyi Könyvtár, Budapest • Montage 93, Rochester, New York
- 1994 • IX. Esztergomi Fotóbiennálé, Balassa Bálint Múzeum, Esztergom
- 1994 • PhotoFuture, Messe Zentrum, Nürnberg • …Újabb meglepetés …olvasóink részére. II. Nemzetközi művészkönyv-kiállítás, Szent István Király Múzeum, Székesfehérvár • New Typoghraphy, Pécsi Kisgaléria, Pécs • Fiatal magyar Fotó 1990 után, Miskolci Galéria, Miskolc
- 1995 • Tájkép I., Budapest Galéria Lajos u., Budapest
- 1996 • AKT/OK. Testábrázolás a 80-as, 90-es évek fotóművészetében, Liget Galéria, Budapest
- 1997 • I. Győri Nemzetközi Livres-Objets Biennálé, Xantus János Múzeum, Győr
- 1998 • Kép és Szöveg, Bolt Galéria, Budapest • I. Budapesti Nemzetközi Livres-Objets Biennálé, Vasarely Múzeum, Budapest

## Művei közgyűjteményekben
Szent István Király Múzeum, Székesfehérvár.